# Georges Painvin
Georges Jean Painvin, né à Paris le 28 janvier 1886 où il est mort le 21 janvier 1980, est un industriel français, surtout connu comme le cryptanalyste qui a réussi à casser le chiffre ADFGVX utilisé par les Allemands durant la Première Guerre mondiale.

## Biographie

### Les débuts
Ancien élève de l'École polytechnique et de l'École des mines de Paris et ingénieur du corps des mines, il exerce le métier de professeur en géologie et paléontologie pendant plusieurs années jusqu'à ce que sa carrière soit interrompue par la guerre en 1914. Painvin n'a aucune formation en cryptologie, mais se passionne pour ces « chiffres »[réf. souhaitée]. Il se lie d'amitié avec le capitaine Paulier qui lui fait découvrir les télégrammes et les systèmes de communication.

### Première cryptanalyse
Painvin demande qu'on lui remette des textes chiffrés transmis par les Allemands et ne tarde pas à se faire connaître. Le 21 janvier 1915, il propose une méthode, le système ARC, qui permet de retrouver la clé employée pour le chiffrement et ceci avec un seul texte.
Painvin est alors transféré au « Cabinet noir », le service du chiffre qui l'occupera jusqu'à la fin de la guerre. Il se concentre ensuite sur les chiffres de la marine allemande, puis de la marine austro-hongroise jusqu'alors complètement incompréhensibles. Il réussit à les casser, permettant une chasse aux sous-marins allemands plus efficace. Les troupes allemandes utilisent plusieurs systèmes, mais cela ne décourage pas Painvin, au contraire. Accompagné du colonel Olivari, il s'attaque au chiffre ABC. Après deux semaines de travail, les deux cryptanalystes parviennent à reconstituer le système malgré les faux messages volontairement envoyés par les Allemands.
En 1917, les Allemands introduisent le KRU. Plus complexe, avec une clé par armée, il sera néanmoins l'objet d'une analyse méticuleuse de la part de Painvin et du capitaine Guitard.

### Le «Radiogramme de la Victoire»
Durant le printemps 1918, Paris est sans cesse bombardée par les Gothas allemands et l'artillerie lourde. Les Français n'arrivent pas à percer le nouveau chiffre ADFGVX utilisé par les Allemands et ne peuvent pas prédire les attaques. Le 5 avril 1918, Painvin découvre les deux clés utilisées et comprend le système allemand. Il s'était appuyé pour cela sur des messages datés du 1er avril.
Mais, au plus mauvais moment de la guerre, le système se complexifie dès le 30 mai par l'ajout de la lettre V à la méthode de chiffrement. Painvin part du principe que cette lettre correspond aux chiffres de 0 à 9 et se remet au travail. Il découvre des particularités entre les messages. Après un travail acharné de 26 heures, il réussit à reconstituer la grille et la permutation utilisée pour le chiffrement, et parvint ainsi à le déchiffrer.
Le 2 juin 1918, Painvin fournit aux hautes instances de l'armée française un message déchiffré envoyé le 1er juin 1918 en direction des avant-postes allemands dans la région de Remaugies, au nord de Compiègne. Le texte, plus tard appelé « Radiogramme de la Victoire », se présentait sous cette forme chiffrée :
FGAXA XAXFF FAFVA AVDFA GAXFX FAFAG DXGGX AGXFD XGAGX GAXGX AGXVF VXXAG XDDAX GGAAF DGGAF FXGGX XDFAX GXAXV AGXGG DFAGG GXVAX VFXGV FFGGA XDGAX FDVGG A
Une fois déchiffré on lit en allemand le texte suivant :
Munitionierung beschleunigen Punkt Soweit nicht eingesehen auch bei Tag
La traduction française du radiogramme chiffré ci-dessus est :
Hâtez l'approvisionnement en munitions, le faire même de jour tant qu'on n'est pas vu.
Le message fut transmis au quartier général de Foch, qui fut convaincu de l'imminence de l'attaque sur Compiègne. Les dernières troupes de réserve furent placées autour de la ville et repoussèrent l'attaque. Painvin s'effondre après la remise du message, exténué par tous ces efforts.
Il est fait Chevalier de la Légion d'honneur à titre militaire le 10 juillet 1918. Il ne peut toutefois pas en parler, car les activités du service du chiffre sont sous couvert du secret pendant cinquante ans. En décembre 1962, la contribution de Painvin à l'effort de guerre est décrite par le général Desfemmes. Le 19 décembre 1973, il est élevé au grade de Grand Officier de la Légion d'honneur.
L'inventeur du chiffre, le colonel allemand Fritz Nebel (de), n'apprendra la nouvelle qu'en 1967. Herbert Yardley dans The American Black Chamber dira de Painvin :

« Le capitaine Georges Painvin, le plus grand expert en code qu'ait eu la France, génie analytique de premier ordre, avait une manière de résoudre les messages en code qui tenait de la sorcellerie... »

### Après 1918
Georges Painvin poursuivra ses activités de professeur pendant l'entre-deux-guerres.
Il est président de plusieurs sociétés, et participe en particulier à la forte croissance de la Société d’électrochimie, d'électrométallurgie et des aciéries électriques d'Ugine dans les années 1920, dont il a été nommé directeur général en 1922. La société utilise de nouvelles méthodes d'électrochimie pour produire à grande échelle les premiers aciers inoxydables à prix abordables, notamment grâce au procédé Ugine-Perrin de René Perrin.
Plusieurs articles ont étudié son activité pendant l'Occupation. En plus d'Ugine, il préside le Crédit commercial de France de 1941 à 1944. Il est président du Comité d'organisation des industries chimiques, ainsi que de la Chambre de Commerce de Paris (à partir de mars 1944). Il est considéré comme « un industriel de grande envergure, qui travaille très sincèrement et très honnêtement avec les services allemands » ; et, « dans l’esprit de beaucoup de personnes, M. Painvin passait pour favorable au régime ».
Sous le coup de deux instructions pour faits de collaboration devant la cour de justice de la Seine et le CNIE (Comité national interprofessionnel d'épuration), il remet sa démission de président et d'administrateur d'Ugine le 12 décembre 1945.
En 1948, il s'installe à Casablanca où lui est confiée en 1950 la présidence de l'Omnium Nord-Africain, étant aussi président délégué de la Société chérifienne d’exploitation d’ouvrages maritimes, de la Société chérifienne du plâtre et membre de la chambre de commerce et d’industrie de Casablanca.
Il revient en France en 1962 et meurt en 1980 à 93 ans.